# Gray Peak
Gray Peak är en bergstopp i Antarktis. Den ligger i Östantarktis. Nya Zeeland gör anspråk på området. Toppen på Gray Peak är 2 570 meter över havet, eller 219 meter över den omgivande terrängen. Bredden vid basen är 3,6 km.
Terrängen runt Gray Peak är kuperad västerut, men österut är den bergig. Trakten är obefolkad. Det finns inga samhällen i närheten.